# Anglia anglo-normandă
Istoria Angliei anglo-normandă se referă la perioada din istoria Angliei care a început în 1066, odată cu Bătălia de la Hastings, când William Cuceritorul, ducele normand, a invadat și a învins Anglia. Această perioadă a durat până la moartea regelui Richard I în 1199 și a fost marcată de schimbări semnificative în structura politică, socială și culturală a Angliei.În urma invaziei normande, regii normanzi au preluat controlul asupra Angliei și au început să construiască castele și să întărească controlul asupra țărilor. În timpul domniei lui William Cuceritorul, a fost creat Domesday Book, un recensământ al proprietății, care a înregistrat proprietățile și veniturile tuturor posesiunilor din Anglia.
Perioada anglo-normandă a fost marcată și de o serie de conflicte și războaie, inclusiv războaile cu Scoția și cu Țara Galilor. În timpul domniei regelui Henric al II-lea, sa dezvoltat un sistem legal mai complex, iar sistemul de juriu a început să se dezvolte. În aceste perioade s-au construit, de asemenea, catedrale și biserici în stilul gotic, cum ar fi Catedrala din Canterbury și Catedrala din Lincoln.
În ceea ce privește cultura, literatura a început să dezvolte în această activitate, iar cele mai cunoscute lucrări sunt cele scrise în limba franceză, precum Chanson de Roland și Tristan și Isolda.
În concluzie, perioada anglo-normandă a adus schimbări semnificative în istoria Angliei, inclusiv în sistemul politic, legal și cultural, iar aceste schimbări au influențat evoluția ulterioară a țărilor.